# Schizachyrium stoloniferum
Schizachyrium stoloniferum är en gräsart som beskrevs av George Valentine Nash. Schizachyrium stoloniferum ingår i släktet Schizachyrium och familjen gräs. Inga underarter finns listade i Catalogue of Life.